# La enamorada
La enamorada es un álbum conceptual de la cantante mexicana Julieta Venegas basado en las canciones de la obra de teatro del mismo nombre del guionista y escritor argentino Santiago Loza, el cual fue lanzado el día 22 de noviembre de 2019 por la discográfica Lolein Music. Este es el primer álbum conceptual de Julieta Venegas, se estima que La enamorada ha vendido 500 000 copias a nivel mundial.

## Antecedentes
Con el fin de la promoción y gira de su álbum de estudio Algo sucede (2015), Julieta decidió tomarse un descanso de la escena musical y en el año 2017 se muda a vivir a Buenos Aires, Argentina, esto para poder conectarse con ella misma, con la soledad, y así resignificar su lado creativo.
Siendo la lectura una de sus mayores pasiones, comenzó a leer el libro Obra Dispersa del autor Santiago Loza, el cual hizo que comenzara a interesarse en sus obras al grado de emocionarla y en un impulso, escribirle al autor: “La enamorada, ese relato que parece tan banal y tan profundo en el que esa mujer está todo el tiempo hablándole al que tiene en frente, me había fascinado".
En ese intercambio Lozano le contó que existía la posibilidad de llevarla a escena con ese texto, lo cual Venegas rechazó. Posteriormente, en los ensayos de la puesta en escena de la obra, Alejandro Tantanian les propone a Lozano, Venegas y Nicolás Varchausky (Encargado del montaje de la música de la obra) que Venegas realice una canción para ‘La enamorada'.
Al momento en que se desplegó La enamorada, Julieta decidió entrar al casting para el papel de la mujer, pero esto no ocurrió ya que ella sería  quién la interpretara.
Venegas ya había realizado música teatral en su país natal México en un la obra Calígula Probablemente obra del Director Francisco Franco e Ignacio Guzmán en la década de 1990. También 2013, realizó la musicalización de la obra El Curioso Caso del Perro A Medianoche en su versión mexicana protagonizada por el actor Luis Gerardo Méndez.
La enamorada es un espectáculo en el que una mujer frágil e intensa toma la palabra y nos propone un viaje en el que seremos testigos de confesiones y relatos pequeños pero entrañables en el marco de un cuidado diálogo entre lo musical, lo poético y lo plástico.

## Composición y producción
El director general y artístico del Teatro Nacional Cervantes Alejandro Tantanian le pide que componga una canción para que sea parte de la obra, algo que Venegas pensó en un principio, que no sumaría mucho para la obra, pero Tantanian le propuso a Santiago y a ella que reescribieran la canción y después de realizar este tema, le propuso que se escribieran varios temas más para la obra.
Venegas y Loza junto con la productora Romina Chepe,  realizaron 6 temas para la obra, para la musicalización de los temas Julieta se inspiró en el Tropicalismo. Compuso 2 canciones instrumentales más para finalizar con 8 temas principales para la obra. También aparece la canción «Mis Muertos» la cual no fue presentada en la obra de teatro, pero se incluye en el álbum.

### Portada y arte gráfico
La portada quedó a cargo del diseñador argentino Leandro Ibarra quien también estuvo a cargo de los promos de la obra y de la ilustradora, diseñadora Johanna Wilhelm. La fotografía fue tomada por Sol Levinas.

## Promoción
El 8 de agosto de 2019 se estrena la obra La Enamorada, en el Teatro del Picadero en la ciudad de Buenos Aires, Argentina con funciones los días jueves, viernes y sábados hasta finales de noviembre.
La actriz informó vía redes sociales que en 2020 se llevará la obra a varias ciudad de América Latina comenzando en la ciudad de Santiago en Chile a partir del 23 al 26 de enero en el Centro Cultural Gabriela Mistral.
«Mis Muertos» es el focus track para la promoción del álbum, es una canción alegre que recuerda a aquellos seres amados que se adelantaron en el viaje de la vida. Sonando en algunas estaciones de radio en México y apareció en las listas de novedades de plataformas digitales como Spotify.

## Lista de canciones
| N.º   | Título               | Escritor(es)                   | Duración |  |
| 1.    | «Alma radiante»      | Julieta Venegas, Santiago Loza | 2:08     |  |
| 2.    | «Aire en movimiento» | Venegas, Loza                  | 2:54     |  |
| 3.    | «Podría ser»         | Venegas, Loza                  | 2:11     |  |
| 4.    | «Hermano japonés»    | Venegas, Loza                  | 1:49     |  |
| 5.    | «Lactancia infantil» | Venegas                        | 1:05     |  |
| 6.    | «Gente decente»      | Venegas, Loza                  | 2:48     |  |
| 7.    | «Mis muertos»        | Venegas, Loza                  | 2:21     |  |
| 8.    | «Seguiré viva»       | Venegas, Loza                  | 3:32     |  |
| 9.    | «Introducción»       | Venegas                        | 4:27     |  |
| 23:19 |                      |                                |          |  |

## Fechas de lanzamiento
| Región | Fecha                   | Discográfica                       | Formato                     |
| ------ | ----------------------- | ---------------------------------- | --------------------------- |
| [ 15 ] | 22 de noviembre de 2019 | Julieta Venegas y Gustavo Iglesias | Descarga digital, Streaming |